# Calathocratus africanus
Calathocratus africanus is een hooiwagen uit de familie kaphooiwagens (Trogulidae). De wetenschappelijke naam van Calathocratus africanus gaat terug op Lucas. De originele naamcombinatie (protoniem) was Trogulus africanus Lucas, 1846.